# Torneo de Estrasburgo 2009
El Torneo de Estrasburgo de 2009 fue un torneo de tenis femenino jugado en canchas de tierra batida al aire libre . Fue la 23ª edición del Torneo y formó parte de los torneos de nivel internacional del WTA Tour 2009 . Tuvo lugar en el Centre Sportif de Hautepierre en Estrasburgo, Francia, del 18 al 23 de mayo de 2009. Aravane Rezaï ganó el título de individuales.

## Participantes

### Posiciones
| Jugador                 | Nacionalidad | Clasificación* | siembra |
| ----------------------- | ------------ | -------------- | ------- |
| Anabel Medina Garrigues | España       | 20             | 1       |
| Sibila Bammer           | Austria      | 29             | 2       |
| Peng Shuai              | China        | 32             | 3       |
| Gisela Dulko            | Argentina    | 43             | 4       |
| Tamarine Tanasugarn     | Tailandia    | 48             | 5       |
| Elena Vesina            | Rusia        | 52             | 6       |
| Anna-Lena Grönefeld     | Alemania     | 53             | 7       |
| Nathalie Dechy          | Francia      | 62             | 8       |

- Las posiciones se basan en las clasificaciones del 11 de mayo de 2009.

### Otras participantes
Los siguientes jugadores recibieron tarjetas de invitación en el cuadro principal:
- Claire Feuerstein
- Irena Pavlovic
- Kinnie Laisne

Los siguientes jugadores recibieron entrada del sorteo de clasificación:
- Jasmin Wöhr
- Viktoriya Kutuzova
- Monica Niculescu
- Yulia Beygelzimer

## Finales

### Individuales
Aravane Rezaï derrotó a  Lucie Hradecká, 7–6(7–2), 6–1
- Fue el primer título de carrera de Rezaï.

### Dobles
Nathalie Dechy /  Mara Santangelo derrotó a  Claire Feuerstein /  Stéphanie Foretz, 6–0, 6–1